# Johann Georg Hamann
Johann Georg Hamann (Königsberg, 27. kolovoza 1730. -  Münster, 21. lipnja 1788.), njemački filozof.
Kontroverzni pruski (njemački) filozof rodio se u Kantovu gradu Königsbergu. Filozofijom se počeo baviti kao mladac, u šesnaestoj godini života, a njegova su se istraživanja protegla na mnoga subznanstvena područja. Nije dovršio školovanje, međutim i bez formalne potvrde bio je veoma cijenjen u mislećim krugovima tog doba. Umro je u Münsteru.